# Cymbidium whiteae
Cymbidium whiteae је врста орхидеја из рода Cymbidium и породице Orchidaceae. Природно станиште је Сиким, Индија. Нису наведене подврсте у Catalogue of Life.